# Autoritratto in miniatura
Autoritratto in miniatura è un piccolo dipinto a olio della pittrice cremonese Sofonisba Anguissola dipinto intorno al 1556 e montato su un medaglione nello stesso periodo.
La scelta di questo piccolo formato è dovuta alla conoscenza con le opere del famoso miniaturista Giulio Clovio.

## Descrizione
La miniatura presenta l'autoritratto a mezzobusto di Sofonisba, abbigliata nel suo consueto e austero abito color morello e pettinata con i capelli raccolti in una treccia, avvolta intorno alla testa. Con le mani regge un tondo con un complesso monogramma che porta le lettere che compongono il nome di suo padre Amilcare: ACEILMR. Intorno al monogramma c'è questa iscrizione, dipinta a lettere capitali latine: «SOPHONISBA ANGUSSOLA VIR(GO) IPSIUS MANU EX (S)PECULO DEPICTAM CREMONAE».
Il ritratto è dipinto a punta di pennello, su uno sfondo verde antico. La fisionomia del volto è tipica degli autoritratti di Sofonisba Anguissola: grandi occhi neri e sporgenti, bocca piccola e carnosa, pettinatura e abbigliamento austero e adatto alla ragazza di buona famiglia, che presenta se stessa come una vergine, ed è istruita e di ben educata. Il colletto rialzato, alla veneziana, è aperto e lascia intravedere il bianco della camicia.
Nella minimale dimensione del cammeo, il corpo della giovane - specchio trasparente dell'anima - scompare dietro al tondo del monogramma del padre, probabile destinatario del dipinto, cui Sofonisba si sente debitrice, perché le ha dato la possibilità di studiare pittura presso Bernardino Campi. La verginità, di cui ella fa vanto, era considerata un requisito fondamentale per una donna, prima del matrimonio. Impercettibili segni di vitalità nelle mani, la dolcezza e la morbidezza dell'incarnato accompagnano e sostengono la trama del rapporto affettivo nei confronti del padre e preannunciano una disposizione verso l'introspezione psicologica che sarà sempre una caratteristica distintiva di Sofonisba Anguissola. Un altro Autoritratto, datato 1554, si conserva a Vienna.